# Спасательная медаль
Спасательная медаль (нем. Rettungsmedaille am Band) учреждена королём Пруссии Фридрихом Вильгельмом III для награждения тех, кто спасал чужие жизни, рискуя собственной. Является круглой, сделанной из серебра, с портретом учредителя награды.

### Известные награждения
- Фридрих Карл Николай Прусский, в 1847 за спасение ребёнка из Рейна;
- Мольтке, Хельмут Карл Бернхард фон;
- Томашки, Зигфрид;
- Бисмарк, Отто фон;
- Бёльке, Освальд, за спасение мальчика;
- Пфундтнер, Ганс, в 1899 будучи студентом на первом семестре университета Кёнигсберга;
- Виктор Кайе[нем.], награждён трижды.